# Liste der Landesregierungen des Burgenlandes

Burgenländisches Landeswappen

Die Liste der Landesregierungen des Burgenlandes listet alle Landesregierungen des österreichischen Bundeslandes Burgenland auf. Das Gebiet gehörte einst zum Königreich Ungarn, das im Vertrag von Trianon 1920 verpflichtet wurde, das damalige Deutsch-Westungarn an die neue Republik Österreich abzutreten.
Erste Republik/Austrofaschismus
- Landesregierung Rausnitz (1922–1923)
- Landesregierung Walheim I (1923–1924)
- Landesregierung Rauhofer I (1924–1927)
- Landesregierung Rauhofer II (1927–1928)
- Landesregierung Schreiner I (1928–1929)
- Landesregierung Thullner (1929–1930)
- Landesregierung Schreiner II (1930–1931)
- Landesregierung Walheim II  (1931–1934)
- Landesregierung Sylvester I (1934)
- Landesregierung Sylvester II (1934–1938)

NS-Zeit
- Landesregierung Portschy (1938)

Zweite Republik
- Landesregierung Karall I (1946–1949)
- Landesregierung Karall II (1949–1953)

- Landesregierung Karall III (1953–1956)
- Landesregierung Johann Wagner I (1956–1960)
- Landesregierung Johann Wagner II (1960–1961)
- Landesregierung Lentsch (1961–1964)
- Landesregierung Bögl (1964–1966)
- Landesregierung Kery I (1966–1968)
- Landesregierung Kery II (1968–1972)
- Landesregierung Kery III (1972–1977)
- Landesregierung Kery IV (1977–1982)
- Landesregierung Kery V (1982–1987)
- Landesregierung Sipötz (1987–1991)
- Landesregierung Stix I (1991–1996)
- Landesregierung Stix II (1996–2000)
- Landesregierung Niessl I (2000–2005)
- Landesregierung Niessl II (2005–2010)
- Landesregierung Niessl III (2010–2015)
- Landesregierung Niessl IV (2015–2019)
- Landesregierung Doskozil I (2019–2020)
- Landesregierung Doskozil II (2020–2025)
- Landesregierung Doskozil III (2025–)